# (4643) Cisneros
(4643) Cisneros es un asteroide perteneciente al cinturón de asteroides descubierto por Henry E. Holt desde el observatorio del Monte Palomar, Estados Unidos, el 23 de agosto de 1990.

## Designación y nombre
Cisneros recibió al principio la designación de 1990 QD6.
Más tarde, en 1999, se nombró en honor del astrónomo estadounidense Ernest Cisneros.

## Características orbitales
Cisneros está situado a una distancia media de 2,364 ua del Sol, pudiendo alejarse hasta 2,835 ua y acercarse hasta 1,892 ua. Tiene una excentricidad de 0,1995 y una inclinación orbital de 1,776 grados. Emplea 1327 días en completar una órbita alrededor del Sol.

## Características físicas
La magnitud absoluta de Cisneros es 13,5.